# Gåsetorvet (Nakskov)
Gåsetorvet er en plads i Nakskov på det vestlige Lolland. Det trekantede torv ligger med Nørrevold mod nord og Vejlegade mod sydøst mens der er byhuse mod øst. Den ah været brugt som handelsplads, men i dag primært parkeringsområde.

## Historie
Oprindeligt lå det lige inden for byporten byens Nørrevold, og var en bredere del af Vejelgade lige inden byporten. På pladsen var det muligt for byens milits og foretager øvelser og eksecere.
Nakskov var en købstad i middelalderen og renæssancen og pladsen blev brugt til udenlandske købsmænds boder, der i første omgang var midlertidige men senere blev til permanente små huse, kaldet købmandsboder.
Efter svenskekrigene i 1657-1660 led Nakskovs position som købstad, og efter krigen blev der kun opført få større ejendomme ud til Gåsetorvet, mens de små gamle købmandsboder blev til boliger for den mere jævne befolkning. 
Pladsen fik en lille baggade, der oprindeligt hed Kogade, men som senere blev omdøbt til Freuchensgade.
Først i 1940 var den generelle levestandard blevet så høj, at de gamle købmandsboder blev indstillet til nedrivning, da boligstandarden var for lav. De blev dog først nedrevet i 1955, hvorved Freuchensgade forsvandt helt. I forbindelse med nedrivningen fandt man i 1959 en møntskat fra omkring år 1400 under et af gulvene, der indeholdt sammenlagt 941 mønter.

## Gåsepigen
I 1966 blev der opstillet en granitskulptur med vandkunst kaldet Gåsepigen på torvet udført af den danske billedhugger Carl Bagger. Det var en lokal kvinde ved navn Eva, der stod model til skulpturen. Den står sammen med et sprigvand, der blev finansieret ved en indsamling, der blev igangsat af bagermester Folkman Skjødt.
Skulpturen blev renoveret i 2014, og i den forbindelse fandt arkæologer genstande fra midten af 1200-tallet.
I 2024 blev der igangsat en indsamling til yderligere en renovering.